# Honeymoon (píseň, Lana Del Rey)
„Honeymoon“ je píseň americké zpěvačky a skladatelky Lany Del Rey. Byla vydána dne 7. září 2015, jako druhý propagační singl z jejího čtvrtého stejnojmenného studiového alba Honeymoon. Skladba je dlouhá 6 minut a 50 sekund. Jedná se o baladu žánrů baroque pop a blue-eyed soul. 16. a 25. června 2015 zveřejnila Del Rey na internet video ukázky písně a kousek z ní také zazpívala na koncertě ve West Palm Beach v rámci jejího The Endless Summer Tour. 14. července 2015 byla píseň zveřejněna na oficiální Youtube účet Del Rey. Kritici píseň chválili jako její "nejlepší srdce zastavující baladu vůbec".